# Nuangola, Pennsylvania
Nuangola, Pennsylvania (енгл. Nuangola) град је у америчкој савезној држави Пенсилванија.

## Демографија
По попису из 2010. године број становника је 679, што је 8 (1,2%) становника више него 2000. године.
| Група             | 2000.       | 2010.       |
| Белци             | 667 (99,4%) | 671 (98,8%) |
| Афроамериканци    | 0 (0,0%)    | 0 (0,0%)    |
| Азијати           | 2 (0,3%)    | 6 (0,9%)    |
| Хиспаноамериканци | 2 (0,3%)    | 1 (0,1%)    |
| Укупно            | 671         | 679         |